# وي رايت ذا ستوري
وي رايت ذا ستوري (We Write The Story) هي أغنية من إنتاج العضوين السابقين في فرقة أي بي بي أي، بيورن أولفايوس وبيني أندرسون، بالإضافة إلى دي جي وريمكسر السويدي أفيتشي.

## التصنيف
| التصنيف (2013)                    | المركز |
| --------------------------------- | ------ |
| Netherlands (Mega Single Top 100) | 73     |